# Anoplosomella sordidum
Anoplosomella sordidum is een eenoogkreeftjessoort uit de familie van de Ameiridae. De wetenschappelijke naam van de soort is voor het eerst geldig gepubliceerd in 1911 door Sars, G.O..